# Toma del frigorífico Lisandro de la Torre
La toma del frigorífico Lisandro de la Torre fue una acción de lucha sindical llevada adelante en Argentina en 1959, contra la privatización del Frigorífico Lisandro de la Torre, dispuesta por el gobierno del presidente Arturo Frondizi. La toma del establecimiento por los 9000 obreros y obreras que tenía el frigorífico, fue apoyada activamente por la población del barrio de Mataderos de Buenos Aires, extendiéndose al conjunto del movimiento obrero argentino -que llegó a convocar una huelga general en solidaridad-, el movimiento estudiantil y parte del movimiento empresarial. El gobierno reprimió duramente la toma y la protesta, sosteniendo que se trataba de un "movimiento subversivo", utilizando incluso tanques de guerra, despidiendo a miles de trabajadores y encarcelando a los dirigentes y militantes sindicales. En 1960 el frigorífico fue finalmente privatizado, mediante actos de corrupción. El acontecimiento forma parte de la Resistencia peronista llevada adelante desde el golpe de Estado de 1955, hasta el retorno de Perón y el triunfo electoral del peronismo en las elecciones presidenciales de marzo de 1973.

## Contexto
El 16 de septiembre de 1955 un golpe de Estado  derrocó al gobierno constitucional presidido por Juan Domingo Perón, dando paso a la dictadura autodenominada Revolución Libertadora, que adoptó una política represiva contra los sindicatos y militantes peronistas y comunistas, con el objetivo explícito de "desperonizar" el país y los sindicatos en especial. Pese a ello, el peronismo (y en segundo lugar el comunismo) volvió a ganar la mayoría de los sindicatos. La Confederación General del Trabajo (CGT) fue intervenida por los militares, fracasando el congreso de normalización realizado en 1957, razón por la cual los sindicatos se agruparon en dos grandes sectores: las 62 Organizaciones (inicialmente peronistas y comunistas y luego solo peronistas) y los 32 Gremios Democráticos, partidarios de la dictadura.
El 23 de febrero de 1958 se realizaron elecciones presidenciales. El peronismo y el propio Juan D. Perón habían sido prohibidos, razón por la cual Perón buscó realizar un acuerdo con el ala del radicalismo opositora a la dictadura, encabezada por Frondizi, que había formado la  Unión Cívica Radical Intransigente (UCRI). El pacto radical-peronista le permitió a Frondizi ganar las elecciones y tomar algunas medidas de consenso como la nueva Ley N.º 14.455 de entidades sindicales.
Sin embargo las relaciones entre peronistas y radicales intransigentes se fue deteriorando a lo largo de 1958, principalmente por el incumplimiento del compromiso de legalizar al peronismo y permitir el regreso de Perón. A fines de 1958, Frondizi incrementó el nivel de conflictividad al aprobar el Plan CONINTES, militarizando y criminalizando el conflicto social, una medida que ha sido considerada como un antecedente del terrorismo sistemático de Estado en Argentina.
Por el lado económico, la situación se había deteriorado en 1958 y al finalizar el año el gobierno se vio obligado a firmar un Plan de Estabilización o Austeridad con el Fondo Monetario Internacional (FMI), por el que, entre otras cosas, se comprometía a privatizar empresas estatales.

## Hechos
El Frigorífico Lisandro de la Torre había sido creado por el gobierno radical del presidente Marcelo T. de Alvear como una empresa estatal de la Municipalidad de la Ciudad de Buenos Aires. Durante la presidencia de Juan Domingo Perón fue transferido al Estado nacional. En él trabajaban 9000 trabajadores y trabajadoras. Estaba ubicado en el barrio de Mataderos de la Ciudad de Buenos Aires, con el que mantenía una relación estrecha:

Barrio y frigorífico eran la misma cosa, la vecindad se confundió con la relación en el trabajo, muchos obreros y muchos vecinos estaban emparentados. El barrio vivía del frigorífico.
Ernesto Salas

Los trabajadores del frigorífico ya habían tenido conflictos con enfrentamientos callejeros con las fuerzas del gobierno en 1948 y en 1956. El 7 de diciembre de 1958 eligieron delegados y se formó una nueva comisión interna, mayoritariamente peronista con minoría comunista, encabezada por el joven Sebastián Borro.
El conflicto se inició el 10 de enero de 1959, cuando el Frondizi envió al Congreso un proyecto de ley de Carnes que disponía la privatización del frigorífico, con el fin de reducir los empleados públicos y el gasto del Estado, en línea con los compromiso contraídos una semanas atrás con el FMI. Sin demora, el proyecto fue aprobado por las dos cámaras en solo cuatro días, a pesar de las alternativas productivas propuestas por el Sindicato de la Carne, que no fueron tenidas en cuenta. Frondizi por su parte se negó a recibir a la comisión interna del frigorífico.
Al día siguiente de la sanción de la ley, los trabajadores del frigorífico realizaron una asamblea a la que asistieron unas 8000 personas, prácticamente la totalidad del personal, donde se decidió la toma del establecimiento y la huelga por tiempo indeterminado. Frondizi entonces recibió al sindicato y a las 62 Organizaciones, que le pidieron que vetara la ley, recibiendo una respuesta negativa. En las asambleas del Lisandro de la Torre se escuchó por primera vez la consigna “¡Patria sí, colonia no!”.
El día 16, luego de que los trabajadores recibieran a los periodistas, el gobierno suspendió durante un mes a Radio Rivadavia por haber transmitido una entrevista al delagado Sebastián Borro. Ese mismo día Frondizi encomendó resolver el conflicto al jefe de la Policía Federal, capitán Ezequiel Niceto Vega, a la vez que ordenó al ministro de Trabajo Alfredo Allende declarar ilegal la huelga.
A las cuatro de la mañana del día sábado 17 de enero, se desencadenó la represión, con fuerzas combinadas del Ejército, Gendarmería Nacional y la Policía Federal, que incluían el uso de cuatro tanques M4 Sherman al mando del teniente coronel Alejandro Cáceres Monié. El frigorífico estaba rodeado por miles de personas, estudiantes, vecinos, familiares, comerciantes. Los obreros prepararon la defensa con mangueras con agua caliente que se utilizaban en el faneamiento de la carne, la liberación del ganado y el uso de rondanas para trabar las orugas de los tanques. La resistencia duró tres horas y para las cuatro de la mañana las fuerzas represivas habían tomado control del establecimiento. Fueron detenidos 95 obreros y se registraron nueve heridos.
De inmediato las 62 Organizaciones lideradas por Augusto Vandor declararon la huelga general, pero sus dirigentes fueron inmediatamente detenidos por el gobierno.
La mayoría de los trabajadores del frigorífico se refugiaron en el barrio de Mataderos, que se organizó de inmediato para enfrentar a las fuerzas de seguridad, multiplicando las barricadas, cubriendo las calles con clavos miguelitos, cortando la luz y atacando a la policía desde las azoteas de las casas.
El gobierno declaró “zona militar” a las ciudades de La Plata, Berisso y Ensenada. Con la mayoría de los dirigentes sindicales presos, la organización de la lucha quedó en manos de delegados como Sebastián Borro y dirigentes de gremios chicos, como el farmacéutico Jorge Di Pasquale. Por otro lado, intelectuales y militantes del peronismo como Mario Massouh y María Hesain apoyaron activamente la toma.
La luchas en las calles se extendió durante tres días. El miércoles 21, las “62 Organizaciones” decidieron levantar la huelga general, que ya llevaba cinco días. El gobierno encarceló a Borro y despidió a 5000 trabajadores. La venta del frigorífico fracasó, pero el gobierno de todos modos se la cedió a la corporación de empresarios frigoríficos (CAP), a pesar de que el sindicato de la carne había presentado un proyecto alternativo de autogestión cooperativa. En 1974 por una comisión de la Cámara de Diputados descubrió que la CAP y el gobierno de Frondizi habían incurrido en actos de corrupción, pero la dictadura militar instalada en 1976, interrumpió definitivamente la investigación de los crímenes cometidos en la privatización del Frigorífico Lisandro de la Torre.